# Rende
Rende ist eine Stadt in Kalabrien, 7 km östlich von Cosenza. Sie hat 36.662 Einwohner (Stand 31. Dezember 2023) und eine Fläche von 54 km².
Die Nachbargemeinden sind Castiglione Cosentino, Castrolibero, Cosenza, Marano Marchesato, Marano Principato, Montalto Uffugo, Rose, San Fili, San Lucido, San Pietro in Guarano, San Vincenzo La Costa und Zumpano. 
Im Ortsteil Arcavacata befindet sich die Università della Calabria. 

## Geschichte
Die Stadt wurde im 6. Jahrhundert v. Chr. gegründet. Im 11. Jahrhundert errichteten die Normannen auf dem höchsten Punkt des Ortes ein Kastell, in dem sich heute das Rathaus befindet.

## Verkehr
Rende hatte seit 1915 einen Bahnhof an der 1987 eingestellten Zahnradbahn Paola–Cosenza.

## Sehenswürdigkeiten
Zu den sehenswerten Kirchen zählen die Santa Maria Maggiore, erbaut zu Beginn des 16. Jahrhunderts, und die Barockkirche Chiesa del Rosario aus dem 17. Jahrhundert. Im Palazzo Zagarese aus dem 18. Jahrhundert befinden sich ein Folkloremuseum und eine Pinakothek. Unterhalb von Rende liegt ein ehemaliger Konvent der Franziskaner, dessen Räume heute von der Universität genutzt werden.

## Persönlichkeiten
- Otello Profazio (1934–2023), Musiker und Autor